# 奧弗頓峰
奧弗頓峰（英語：Overton Peak）是南極洲的山峰，位於帕爾默地的羅斯柴爾德島東南端，屬於德斯科山脈的一部分，海拔高度550米，現時由南極條約體系管理。

## 外部連結
. . United States Geological Survey.   [2012-01-13].
69°41′S 71°58′W / 69.683°S 71.967°W